# Liste der Universitäten in Ghana
Die Liste der Universitäten in Ghana führt staatliche Universitäten und private Hochschulen in Ghana auf.
Im Jahr 2009 waren beim National Accreditation Board (NAB) von Ghana insgesamt 126 staatliche und private Hochschulinstitutionen akkreditiert. Trotz Registrierungspflicht gilt die tatsächliche Zahl der privaten Hochschulen als unklar.
Im Jahr 2015 waren es 187 akkreditierte Institutionen und vor 51 nicht akkreditierten Organisationen wurde gewarnt, wobei die Liste von 51 nicht abschließend war.

## Staatliche Universitäten
| lf. Nr. | Name der Institution                                    | Abkürzung | Träger    | Gründung | Ort                                                     | Website          |
| ------- | ------------------------------------------------------- | --------- | --------- | -------- | ------------------------------------------------------- | ---------------- |
| 1       | Universität von Ghana                                   | Legon     | staatlich | 1948     | Legon, Accra, Korle Bu and Atomic, Greater Accra Region | www.ug.edu.gh    |
| 2       | Kwame Nkrumah University of Science and Technology      | KNUST     | staatlich | 1952     | Kumasi, Ashanti Region                                  | www.knust.edu.gh |
| 3       | University of Cape Coast                                | Cape Vars | staatlich | 1961     | Cape Coast, Central Region                              | www.ucc.edu.gh   |
| 4       | University of Professional Studies                      | UPSA      | staatlich | 1965     | Accra, Greater Accra Region                             | www.upsa.edu.gh  |
| 5       | Ho Technical University                                 | HTU       | staatlich | 1968     | Ho, Volta Region                                        | htu.edu.gh       |
| 6       | Ghana Institute of Management and Public Administration | GIMPA     | staatlich | 1969     | Accra, Greater Accra Region                             | www.gimpa.edu.gh |
| 7       | University of Education, Winneba                        | UEW       | staatlich | 1992     | Winneba, Central Region                                 | www.uew.edu.gh   |
| 8       | University for Development Studies                      | UDS       | staatlich | 1992     | Tamale, Northern Region                                 | www.uds.edu.gh   |
| 9       | University of Mines and Technology                      | UMAT      | staatlich | 2001     | Tarkwa, Western Region                                  | umat.edu.gh      |
| 10      | University of Health and Allied Sciences                | UHAS      | staatlich | 2011     | Ho, Volta Region                                        | uhas.edu.gh      |
| 11      | University Of Energy And Natural Resources              | UENR      | staatlich | 2012     | Sunyani, Brong Ahafo Region                             | uenr.edu.gh      |

## Privatuniversitäten
Es gibt in Ghana 63 Private Tertiäre Institutionen, die Abschlüsse anbieten ("Private Tertiary Institutions Offering Degree Programmes") und 3 
Chartered Private Tertiäre Institutionen ("Chartered Private Tertiary Institutions").
| Name der Institution                      | Abkürzung | Gründung | Ort                                                  | Website      |
| ----------------------------------------- | --------- | -------- | ---------------------------------------------------- | ------------ |
| Valley View University                    | VVU       | 1995     | Oyibi, Dodowa, Greater Accra Region                  | vvu.edu.gh   |
| Ghana Communication Technology University | GCTU      | 2006     | Tesano, Accra, Greater Accra Region                  | gctu.edu.gh  |
| University College of Management Studies  | UCOMS     | 2001     | Accra, Greater Accra Region & Kumasi, Ashanti Region | ucoms.edu.gh |